# Liste der Steinkreuze in Amberg
Diese sortierbare Liste enthält Steinkreuze (Sühnekreuze, Kreuzsteine etc.) der Oberpfälzerischen Stadt Amberg in Bayern. Die Liste ist möglicherweise unvollständig.

## Liste bekannter Steinkreuze
| Bild | Objekt            | Kurzbeschreibung                       | Material | Abmessungen Höhe:Breite:Dicke | Entstehung | BLfD-Referenz | Gemeinde/Stadt | Koordinaten                      | Bemerkung                      |
| ---- | ----------------- | -------------------------------------- | -------- | ----------------------------- | ---------- | ------------- | -------------- | -------------------------------- | ------------------------------ |
|      | Steinkreuz Amberg | Steinkreuz. siehe auch: Sühnekreuze.de |          |                               |            |               | Amberg / -     | 49° 26′ 32,5″ N, 11° 51′ 21,8″ O | Die genaue Lage ist unbekannt. |